# Tom e Cherie
Tom e Cherie (Tom and Chérie) è un film del 1955 diretto da William Hanna e Joseph Barbera. È il novantaquattresimo cortometraggio della serie Tom & Jerry, distribuito il 9 settembre del 1955 dalla Metro-Goldwyn-Mayer.

## Trama
Il moschettiere Jerry scrive una lettera a Lilli, una topolina di cui è innamorato, dopodiché incarica il suo segretario, il moschettiere Tuffy, di inviare la lettera. Il topino viene ostacolato dal moschettiere Tom, il gatto del cardinale, ma Jerry gli ricorda che un moschettiere deve essere coraggioso e lo costringe a consegnare la lettera. Dopo aver duellato con Tom, Tuffy riesce a dare la lettera a Lilli, la quale a sua volta scrive a Jerry. Tuffy è dunque costretto a far da tramite tra Jerry e Lilli, duellando ogni volta contro Tom, finché la topolina decide di chiudere con Jerry. Quest'ultimo decide così di scrivere a Marie, un'altra topolina, e Tuffy è nuovamente costretto a consegnare la lettera. Questa volta però, quando Tom lo sfida, Tuffy lo ignora e si allontana.

## Edizione italiana
A differenza degli altri corti che vedono Tuffy e Jerry nelle vesti di moschettieri, in questo film il topino non è doppiato da Isa Di Marzio, ma da Cinzia De Carolis, mentre Franco Latini doppia Tom, che in tutto il corto ripete soltanto la battuta "In guardia!", in originale "En guarde!".